# Roncade
Roncade là một đô thị ở tỉnh Treviso trong vùng Veneto, có cự ly khoảng 25 km về phía bắc của Venice và khoảng 10 km về phía đông nam của Treviso. Tại thời điểm ngày 31 tháng 12 năm 2004, đô thị này có dân số 12.738 người và diện tích là 62 km².
Đô thị Roncade có các frazioni (các đơn vị trực thuộc, chủ yếu là các làng) Biancade, Musestre, San Cipriano, Ca'Tron, và Vallio.
Roncade giáp các đô thị: Casale sul Sile, Meolo, Monastier di Treviso, Quarto d'Altino, San Biagio di Callalta, Silea.